# Pargasita
La pargasita és un mineral de la classe dels inosilicats, i dins d'aquesta pertany al grup del nom arrel pargasita. Va ser descoberta l'any 1814 al municipi de Pargas, a la regió de Finlàndia Pròpia (Finlàndia), sent nomenada així per aquesta localitat.
Un sinònim poc usat és el d'hornblenda pargasítica.

## Característiques químiques
És un inosilicat de sodi, calci i magnesi, hidroxilat i anhidre. Pertany al grup dels amfíbols de inosilicats de cada doble de tetraedres de sílice, i dins d'aquest al subgrup dels clinoamfíbols de calci. Està estretament relacionat amb la fluorcannil·loïta (CaCa₂(Mg₄Al)(Si₅Al₃)₈O22F₂).
Forma una sèrie de solució sòlida amb la ferropargasita (NaCa₂[(Fe2+)₄Al](Si₆Al₂)O22(OH)₂), en la qual la substitució gradual del magnesi per ferro va donant els diferents minerals de la sèrie.
A més dels elements de la seva fórmula, sol portar com a impureses: titani, crom, manganès, potassi, fluor, aigua i fòsfor.

## Formació i jaciments
Apareix com a mineral molt comú en argiles silícies i pissarres metamorfitzades amb hornblendes. També es forma en roques volcàniques andesítiques i roques ultramàfiques alterades.
Sol trobar-se associat a altres minerals com: diòpsid, flogopita, corindó, espinel·la, calcita, hiperstena, augita o plagioclasa.
Als territoris de parla catalana ha estat descrita al volcà de Rocanegra (Santa Pau, Garrotxa).